# Sauce de Portezuelo
Sauce de Portezuelo, kurz auch Portezuelo genannt, ist eine Ortschaft in Uruguay.

## Geographie
Sie befindet sich auf dem Gebiet des Departamento Maldonado in dessen Sektor 3. Sauce de Portezuelo grenzt dabei im Süden an die Küste des Río de la Plata, während im Osten Ocean Park und nördlich La Capuera anschließen. Wenige Kilometer nordöstlich erstreckt sich die Laguna del Sauce. Westlich von Sauce de Portezuelo mündet der Arroyo de la Barra Falsa.

## Infrastruktur
Am Nordrand der Ortschaft führt die Ruta Interbalnearia/Ruta 93 vorbei. In geringer nordöstlicher Entfernung befindet sich der Flughafen Capitán de Corbeta Carlos A. Curbelo.

## Einwohner
Sauce de Portezuelo hatte 2011 128 Einwohner, davon 71 männliche und 57 weibliche.
| Jahr | Einwohner |
| ---- | --------- |
| 1963 | 41        |
| 1975 | 15        |
| 1985 | 19        |
| 1996 | 59        |
| 2004 | 63        |
| 2011 | 128       |

Quelle: Instituto Nacional de Estadística de Uruguay